# Landkreis Retschiza
Der Landkreis Retschiza war bis 1921 ein historischer Landkreis im Großfürstentum Litauen und später in der Woiwodschaft Minsk der Republik Polen-Litauen. Nach der dritten Teilung Polens wurde er Teil des Russischen Kaiserreichs und gehörte zum Gouvernement Minsk. Die Region war bekannt für ihre landwirtschaftliche und industrielle Bedeutung sowie ihre reiche kulturelle und historische Tradition. Heute entsprechen die Grenzen des ehemaligen Landkreises den Rajonen Retschyza, Brahin, Chojniki, Naroulja und Swetlahorsk in Belarus.

## Geographie
Der Landkreis Retschiza befand sich im südlichen Teil des heutigen Belarus, in der Region Homel. Die Region ist durch eine flache bis leicht hügelige Landschaft geprägt, die von zahlreichen Flüssen und Seen durchzogen wird. Der Dnepr, einer der größten Flüsse Europas, spielt eine zentrale Rolle in der Geographie der Region. Er fließt durch das Gebiet und mündet schließlich ins Schwarze Meer.

## Geschichte

### Frühgeschichte
Die Region um Retschiza war bereits in der Frühzeit besiedelt. Archäologische Funde deuten darauf hin, dass die ersten Siedlungen in dieser Gegend auf die Zeit der Ostslawen zurückgehen, die sich im 9. Jahrhundert in den bewaldeten Hügeln niederließen. Diese frühen Siedler waren Teil der größeren Migration der Ostslawen, die aus dem Süden kamen und die vorherigen baltischen Bewohner verdrängten.
Im 12. Jahrhundert war das Gebiet Teil des Fürstentums Polozk, das sich in mehrere kleinere Fürstentümer aufspaltete. Eines dieser Fürstentümer war das Fürstentum Minsk, das von einem Zweig der Polozker Dynastie, einer der vielen Linien der Rurikiden, regiert wurde. Die Region um Retschiza war strategisch wichtig, da sie entlang des Flusses Dnepr lag, der eine bedeutende Handelsroute darstellte.
Im Laufe der Jahrhunderte wechselte die politische Zugehörigkeit der Region mehrfach. Im Jahr 1129 wurde das Fürstentum Minsk von Kiew, der dominierenden Stadt der Kiewer Rus, annektiert. Diese Kontrolle war jedoch nicht von Dauer, und 1146 erlangte die Polozker Dynastie die Kontrolle über das Fürstentum zurück. Die Fürsten von Minsk und Polozk führten in den folgenden Jahren zahlreiche Kämpfe, um die Kontrolle über die ehemals vereinten Gebiete des Fürstentums Polozk zu erlangen.
Im 14. Jahrhundert wurde das Gebiet Teil des Großfürstentums Litauen. Diese politische Einheit war eine der mächtigsten Kräfte in Osteuropa und erstreckte sich über weite Teile des heutigen Belarus, Litauen und der Ukraine. Das Großfürstentum Litauen bot der Region relative Stabilität und förderte die wirtschaftliche und kulturelle Entwicklung.
Mit der Union von Lublin im Jahr 1569 wurde das Großfürstentum Litauen mit dem Königreich Polen zur Rzeczpospolita, einer föderativen Adelsrepublik, vereint. Diese Vereinigung markierte einen neuen Abschnitt in der Geschichte der Region, die nun Teil eines größeren politischen und wirtschaftlichen Systems war. Die Rzeczpospolita war jedoch von zahlreichen Kriegen und inneren Konflikten geprägt, die die Stabilität der Region beeinträchtigten.

### Teilungen Polens und Russisches Kaiserreich
Die Teilungen Polens im späten 18. Jahrhundert waren entscheidende Ereignisse, die die politische Landkarte Osteuropas grundlegend veränderten. Die drei Teilungen fanden 1772, 1793 und 1795 statt und führten zur vollständigen Auflösung der Polnisch-Litauischen Union. Diese Teilungen wurden von den benachbarten Großmächten Russland, Preußen und Österreich durchgeführt, die jeweils Teile des polnischen Territoriums annektierten.
Die erste Teilung Polens wurde 1772 beschlossen und führte zur Annexion großer Teile des polnischen Territoriums durch Russland, Preußen und Österreich. Russland erhielt dabei Gebiete im heutigen Belarus, darunter Teile der Woiwodschaften Wizebsk und Mstsislau, sowie den nördlichen Teil der Woiwodschaft Polozk. Diese Gebiete wurden in die Gouvernements Pskow und Mogiljow integriert.
Die zweite Teilung Polens im Jahr 1793 brachte Russland weitere Gebiete ein, darunter den verbleibenden Teil der Woiwodschaften Minsk, Bracław und Wilna. Diese Annexionen verstärkten die russische Kontrolle über die belarussischen Gebiete und führten zur Schaffung neuer administrativer Einheiten innerhalb des Russischen Kaiserreichs.
Die dritte und letzte Teilung Polens im Jahr 1795 führte zur vollständigen Auflösung der Polnisch-Litauischen Union. Russland erhielt dabei den größten Teil der verbliebenen polnischen Gebiete, wodurch fast alle belarussischen Ländereien unter russische Herrschaft kamen. Diese Gebiete wurden in die neu geschaffenen Gouvernements integriert und bildeten einen wesentlichen Teil des Nordwestlichen Krajs des Russischen Kaiserreichs.
Nach den Teilungen Polens wurde der Landkreis Retschiza Teil des Russischen Kaiserreichs. Die russische Verwaltung führte eine Reihe von Reformen durch, um die neu erworbenen Gebiete zu integrieren und zu kontrollieren. Diese Reformen umfassten die Schaffung neuer administrativer Einheiten und die Einführung russischer Gesetze und Verwaltungssysteme.
Im Jahr 1776 wurde das Gouvernement Polozk geschaffen, das aus den zuvor annektierten Gebieten des Gouvernements Pskow hervorging. Weitere Reformen folgten, um die Verwaltungseffizienz zu verbessern und die Kontrolle über die neuen Gebiete zu festigen. Diese Reformen führten zur Schaffung zahlreicher Gouvernements und Ujesde (Landkreise), darunter auch der Landkreis Retschiza.

### 19. und 20. Jahrhundert
Nach den Teilungen Polens (1772, 1793, 1795) wurde der Landkreis Retschiza Teil des Russischen Kaiserreichs. Die Region wurde in das Gouvernement Minsk integriert, das eine der administrativen Einheiten des Kaiserreichs darstellte. Die russische Verwaltung führte umfassende Reformen durch, um die Kontrolle über die neuen Gebiete zu festigen und die Integration zu erleichtern.
Im 19. Jahrhundert war die Region überwiegend landwirtschaftlich geprägt. Die Bauern stellten den Großteil der Bevölkerung und arbeiteten auf den Feldern der Adligen und Großgrundbesitzer. Die Einführung der Leibeigenschaftsreformen von 1861, die die Leibeigenschaft offiziell abschafften, hatte tiefgreifende Auswirkungen auf die soziale Struktur und die Wirtschaft der Region. Viele Bauern wurden zu freien Pächtern, was jedoch oft zu wirtschaftlicher Unsicherheit und Armut führte.
Die russische Regierung förderte die Russifizierung der belarussischen Gebiete, was zu Spannungen mit der lokalen Bevölkerung führte. Die polnische und belarussische Kultur wurden unterdrückt, und die russische Sprache und Kultur wurden in Schulen und öffentlichen Institutionen eingeführt. Trotz dieser Bemühungen blieb die Region ein Zentrum der belarussischen Kultur und Identität.
Der Erste Weltkrieg (1914–1918) und die Russische Revolution (1917) hatten tiefgreifende Auswirkungen auf den Landkreis Retschiza. Die Region wurde von den Kriegsereignissen stark betroffen, und die politische Instabilität führte zu wirtschaftlichen und sozialen Umwälzungen. Nach der Oktoberrevolution 1917 und dem anschließenden Bürgerkrieg wurde die Region Teil der neu gegründeten Sowjetunion.
In der Zwischenkriegszeit war der Landkreis Retschiza Teil der Weißrussischen Sozialistischen Sowjetrepublik (BSSR). Die sowjetische Regierung führte eine Reihe von Kollektivierungs- und Industrialisierungsmaßnahmen durch, die die Wirtschaft und Gesellschaft der Region grundlegend veränderten. Die Kollektivierung der Landwirtschaft führte zu erheblichen sozialen Spannungen und Widerstand unter den Bauern.

## Verwaltung
Während der Zeit der polnisch-litauischen Union war der Landkreis Retschiza ein Teil der Woiwodschaft Minsk. Die Verwaltung war stark dezentralisiert, und lokale Adlige hatten erheblichen Einfluss auf die Verwaltung und Rechtsprechung. Die Region profitierte von den Magdeburger Stadtrechten, die eine gewisse Autonomie und Selbstverwaltung ermöglichten.
Nach den Teilungen Polens (1772, 1793, 1795) wurde der Landkreis Retschiza Teil des Russischen Kaiserreichs. Die Region wurde in das Gouvernement Minsk integriert, das eine der administrativen Einheiten des Kaiserreichs darstellte. Die russische Verwaltung führte umfassende Reformen durch, um die Kontrolle über die neuen Gebiete zu festigen und die Integration zu erleichtern. Diese Reformen umfassten die Einführung der russischen Sprache und Kultur in Schulen und öffentlichen Institutionen sowie die Förderung der Russifizierung der belarussischen Gebiete.
Nach der russischen Revolution von 1917 und der Gründung der Sowjetunion wurde der Landkreis Retschiza Teil der Weißrussischen Sozialistischen Sowjetrepublik (BSSR). Die sowjetische Verwaltung führte eine weitere Zentralisierung der Verwaltung durch und schuf neue administrative Einheiten, die sogenannten Rajons. Der Landkreis Retschiza wurde in mehrere Rajons aufgeteilt, darunter die heutigen Rajone Retschyza, Brahin, Chojniki, Naroulja und Swetlahorsk, die noch heute bestehen.

## Bevölkerung
Nach den Teilungen Polens und der Integration in das Russische Kaiserreich führte die russische Verwaltung umfassende Reformen durch, um die Kontrolle über die neuen Gebiete zu festigen und die Integration zu erleichtern. Die russische Regierung förderte die Russifizierung der belarussischen Gebiete, was zu Spannungen mit der lokalen Bevölkerung führte. Die polnische und belarussische Kultur wurden unterdrückt, und die russische Sprache und Kultur wurden in Schulen und öffentlichen Institutionen eingeführt. Trotz dieser Bemühungen blieb die Region ein Zentrum der belarussischen Kultur und Identität.
Die Bevölkerung des Landkreises Retschiza bestand hauptsächlich aus Bauern, die in kleinen Dörfern und auf dem Land lebten. Die sozialen Strukturen waren stark von der Landwirtschaft geprägt, und die meisten Menschen lebten in einfachen Verhältnissen. Die Kollektivierung der Landwirtschaft in der Zwischenkriegszeit führte zu erheblichen sozialen Spannungen und Widerstand unter den Bauern.
Ein bedeutender Teil der ländlichen Bevölkerung im Landkreis Retschiza bestand aus jüdischen Gemeinden. Diese Gemeinden waren oft in kleinen Dörfern und Siedlungen ansässig und spielten eine wichtige Rolle in der lokalen Wirtschaft, insbesondere im Handel und Handwerk. Die jüdische Bevölkerung war gut integriert, obwohl sie oft unter Diskriminierung und wirtschaftlichen Einschränkungen litt. Die Forschung zur jüdischen Bevölkerung in der Woiwodschaft Minsk, zu der auch der Landkreis Retschiza gehörte, zeigt, dass die jüdischen Gemeinden eine wichtige Rolle in der ländlichen Wirtschaft spielten. Sie waren in verschiedenen Berufen tätig, darunter als Händler, Handwerker und Landwirte. Die jüdischen Familienstrukturen waren oft eng mit den nicht-jüdischen Nachbarn verflochten, was zu einer komplexen sozialen Dynamik führte.
Die Zensusdaten des Russischen Kaiserreichs bieten wertvolle Einblicke in die demografische Struktur des Landkreises Retschiza. Die ersten umfassenden Volkszählungen wurden im 18. und 19. Jahrhundert durchgeführt, wobei detaillierte Informationen über die Haushalte, soziale Schichten und wirtschaftliche Aktivitäten gesammelt wurden. Diese Daten sind in den zentralen staatlichen Archiven in Minsk und Hrodna verfügbar und bieten eine wichtige Quelle für die Erforschung der Bevölkerungsgeschichte der Region.
Die Revisionen, die im Russischen Kaiserreich durchgeführt wurden, um die Steuerpflichtigen zu erfassen, enthalten detaillierte Informationen über die Haushalte, einschließlich der Namen, Altersangaben, sozialen Ränge und Veränderungen seit der vorherigen Revision. Diese Daten sind besonders nützlich, um die Familienstrukturen und sozialen Verhältnisse im Landkreis Retschiza zu rekonstruieren.

## Wirtschaft und Infrastruktur
Im 19. Jahrhundert war die Region überwiegend landwirtschaftlich geprägt. Die Bauern stellten den Großteil der Bevölkerung und arbeiteten auf den Feldern der Adligen und Großgrundbesitzer. Die Einführung der Leibeigenschaftsreformen von 1861, die die Leibeigenschaft offiziell abschafften, hatte tiefgreifende Auswirkungen auf die soziale Struktur und die Wirtschaft der Region. Viele Bauern wurden zu freien Pächtern, was jedoch oft zu wirtschaftlicher Unsicherheit und Armut führte.
Während der Zugehörigkeit zum Russischen Kaiserreich wurden umfassende Reformen durchgeführt, um die Kontrolle über die neuen Gebiete zu festigen und die Integration zu erleichtern. Diese Reformen umfassten auch Maßnahmen zur Förderung der Industrialisierung. Die Region entwickelte sich zu einem Zentrum der industriellen Produktion, insbesondere in den Bereichen Textil- und Lebensmittelverarbeitung. Die Nähe zum Dnepr, einem der größten Flüsse Europas, erleichterte den Transport von Gütern und trug zur wirtschaftlichen Entwicklung bei.
Nach der Oktoberrevolution 1917 und dem anschließenden Bürgerkrieg wurde die Region Teil der neu gegründeten Sowjetunion. In der Zwischenkriegszeit war der Landkreis Retschiza Teil der Weißrussischen Sozialistischen Sowjetrepublik (BSSR). Die sowjetische Regierung führte eine Reihe von Kollektivierungs- und Industrialisierungsmaßnahmen durch, die die Wirtschaft und Gesellschaft der Region grundlegend veränderten. Die Kollektivierung der Landwirtschaft führte zu erheblichen sozialen Spannungen und Widerstand unter den Bauern.
Die geographische Lage des Landkreises Retschiza im südlichen Teil des heutigen Belarus, durchzogen von zahlreichen Flüssen und Seen, spielte eine zentrale Rolle in der Entwicklung der Infrastruktur. Der Dnepr war ein wichtiger Verkehrsweg, der den Transport von landwirtschaftlichen und industriellen Produkten erleichterte. Die Region profitierte von der Anbindung an das Flusssystem, das den Zugang zu anderen Teilen des Russischen Kaiserreichs und darüber hinaus ermöglichte.
Während der sowjetischen Ära wurden umfangreiche Anstrengungen unternommen, um die städtische Infrastruktur zu modernisieren und auszubauen. Dies umfasste den Bau von Straßen, Brücken und öffentlichen Gebäuden. Die Industrialisierung führte auch zur Entwicklung von Wohngebieten für Arbeiter und deren Familien. Die sowjetische Regierung investierte in den Bau von Schulen, Krankenhäusern und anderen öffentlichen Einrichtungen, um die Lebensqualität der Bevölkerung zu verbessern.
Die Industrialisierung und die Entwicklung der Infrastruktur erforderten eine zuverlässige Energieversorgung. In der Region wurden verschiedene Energiequellen genutzt, darunter Wasserkraftwerke entlang des Dnepr. Diese Kraftwerke spielten eine wichtige Rolle bei der Versorgung der industriellen Anlagen und der städtischen Gebiete mit Strom.